# 2000年夏季残疾人奥林匹克运动会肯尼亚代表团
2000年夏季残疾人奥林匹克运动会肯尼亚代表团是肯尼亚派出的2000年夏季残疾人奥林匹克运动会代表团。获得1枚金牌、1枚银牌和2枚铜牌。